# 布列塔尼-卢瓦尔大学
布列塔尼-卢瓦尔大学（法語：Université Bretagne-Loire）是法国布列塔尼大区和卢瓦尔河地区大区的一个大学与院校共同体（法语：ComUE），由原来的布列塔尼欧洲大学和南特-昂热-勒芒大学合并而成。学校于2019年12月31日正式解散。

## 成员

### 大学
- 昂热大学
- 西布列塔尼大学
- 南布列塔尼大学
- 勒芒大学
- 南特大学
- 雷恩一大
- 雷恩二大

### 专业院校
- 南特中央理工学校
- 公共卫生高级研究学校
- 布雷斯特国立工程师学校
- 法国国立高等工程技术学校
- 雷恩国立高等化学学校
- 布列塔尼国立高等尖端技术学校
- 国立统计信息分析学校
- 雷恩高等师范学校
- 昂热高等农业学校
- 雷恩高等政治学院
- 大西洋矿业电信学校
- 国立雷恩应用科学学院
- 高等农学学院
- 南特-大西洋国立兽医农学食品学校
- 雷恩高等工程师学校

### 研究机构
- 法国国家食品卫生安全及工作环境局
- 法国国家科学研究中心
- 法国海洋开发研究院
- 法国国家信息与自动化研究所
- 法国发展研究院